# Habropogon carthaginiensis
Habropogon carthaginiensis är en tvåvingeart som beskrevs av Becker 1915. Habropogon carthaginiensis ingår i släktet Habropogon och familjen rovflugor. Inga underarter finns listade i Catalogue of Life.